# Брусилова, Елена Анатольевна
Еле́на Анато́льевна Бруси́лова (род. 6 апреля 1963, Ленинград) — российский топ-менеджер, президент АО ГК «Медси».

## Биография
Родилась 6 апреля 1963 г. в Ленинграде.
Первое высшее образование получила во Втором Ленинградском медицинском институте в 1986 году. С 2001 года по 2005 год работала в должности руководителя департамента внекорпоративных проектов в ЗАО Медико-технологический холдинг «МТХ» АФК «Система». В 2004 году окончила Академию народного хозяйства при Правительстве РФ по специальности «Менеджмент-Международный бизнес». Имеет квалификацию МВА.
С 2001 по 2005 годы — руководитель департамента ЗАО Медико-технологический холдинг «МТХ».
С 2005 по 2006 годы — заместитель начальника управления по страхованию финансовых учреждений ОАО "Российское страховое народное общество «РОСНО».
С 2006 по 2007 годы — первый заместитель генерального директора ООО Страховая компания «ВТБ Страхование».
С 2007 по 2010 годы — заместитель генерального директора, вице-президент по специальным проектам и связям с государственными структурами ЗАО «Группа компаний „Медси“».
С 2010 по 2014 годы — вице-президент по корпоративным коммуникациям и взаимодействию с органами власти ОАО АНК «Башнефть».
С ноября 2014 — по декабрь 2023 г. президент АО Группа компаний «Медси».
17 января 2024 года покинула пост президента АО Группа компаний «Медси».

## Награды
- Орден Пирогова (21 июня 2020 года)[8].
- Орден Дружбы (4 октября 2019 года) — за заслуги в области здравоохранения и многолетнюю добросовестную работу[9].